# Edgiva di Kent
Edgiva di Kent (in inglese anche Eadgifu o Ediva; 903 circa – 966 circa) fu la terza moglie di Edoardo il Vecchio, re del Wessex.

## Biografia
Era figlia di Sigehelm, ealdorman del Kent (deceduto nel 902, nella battaglia di Holme). Divenne la terza e ultima moglie di Edoardo il Vecchio (dopo Ecgwynn ed Elfleda), al quale diede due figli, Edmondo ed Edredo, e due figlie, Edburga ed Eadgifu. 
Rimase vedova nel 924; suo marito venne succeduto sul trono da Atelstano, un figlio avuto dalla prima moglie, il quale regnò fino al 939, periodo nel quale Edgiva lasciò la corte. Ad Atelstano succedettero uno dopo l'altro i due figli di Edgiva, Edmondo dal 939 al 946 ed Edredo da lì al 955; è riportato che, durante i loro regni, Edgiva fosse una personalità assai influente a corte. A titolo di esempio, in un documento redatto fra il 942 e il 944, la moglie di Edmondo, Elgiva, si firmò come concubina regis, posizionandosi tra i vescovi e gli ealdormen, mentre Edgiva si firmò come mater regis, sopra a vescovi e arcivescovi e seconda solo ai suoi due figli. Era anche sostenitrice e benefattrice verso la Chiesa.
Alla morte di Edred, suo nipote Edwing la privò delle sue terre, forse perché, durante il litigio di lui con il proprio fratello minore Edgardo, Edgiva si era schierata con quest'ultimo; riebbe le sue terre, con numerosi doni, quando Edgardo succedette a suo fratello sul trono d'Inghilterra, ma non riguadagnò più la prestigiosa posizione a corte che aveva avuto un tempo; l'ultimo documento in cui è citata è, come testimone, ad un contratto stipulato nel 966.